# Федерални Универзитет Рио де Жанеира
Федерални Универзитет Рио де Жанеира (порт. Universidade Federal do Rio de Janeiro, URFJ), је највећи федерални универзитет у Бразилу. Сједиште унивезитета је у Рио де Жанеиру. Универзитет посједује два кампуса, један на острву Фундао, а други у четврти Урка на плажи Праја Вермеља, као и четири зграде у Рио де Жанеиру: правну школу, Институт за филозофију и социолошке науке (IFCS), Музеј Републике и Валонгу Опсерваторијум. Универзитету такође припада и 8 универзитетских болница: Универзитетска болница Clementino Fraga Filho, Школска болница São Francisco de Assis, Гинеколошки Институт, Неуролошки Институт Deolindo Couto, Психијатријски институт, Педијатријски Институт Martagão Gesteira, Институт за болести грудног коша и Институт за материнство. 
У смислу научне, уметничке и културне продукције, овај универзитет је признат на националном и међународном нивоу захваљујући својим великим наставницима и истраживачима, као и прегледима и оценама међународних агенција. Године 2017, према Тајмсовом светком рангирању универзитета је ова институција је рангирана као најбољи бразилски савезни универзитет, као и трећи по реду универзитет у Бразилу, који заузима седмо место међу институцијама Латинске Америке. Према универзитетском рангирању новинске агенције Фолха (RUF) из 2016. и 2017. године, овај универзитет као оцењен као најбољи у Бразилу и најбољи федерални универзитет у земљи. Центар за светско рангирање универзитета (CWUR) објавио је 2017. да је URFJ други по реду универзитет у свету у области зоологије.
Ово је прва бразилска званична високошколска установа, која је непрекидно деловала од 1792. године, када је основана „Real Academia de Artilharia, Fortificação e Desenho“ (Краљевска академија за артиљерију, утврђивање и дизајн, претеча садашње Политехничке школе универзитета), и служила је као основа за систем универзитета у земљи од свог озваничења 1920. године. Осим својих 157 додипломских и 580 постдипломских курсева, овај универзитет је одговоран за седам музеја, од којих су најзначајнији Национални музеј, девет болница, стотине лабораторија и истраживачких установа и четрдесет три библиотеке. Његова историја и идентитет блиско су повезани са бразилским амбицијама стварања модерног, конкурентног и праведног друштва.
Првобитни назив универзитета је био Унерзитет Рио де Жанеира, али је послије прекрштен у Универзитет Бразила (приликом посјете једног страног монарха), да би 1965. године добио данашње име. Међутим, универзитет користи оба имена. Универзитет вуче директне коријене од првих високих научно-образовних установа Бразила, а једна од њих је и Медицинска Академија коју је још 1808. године, основао Жоао VI. Универзитет не подразумијева само школовање, него и болнице и музеје.

## Историја

### Формирање
Федерални универзитет у Рио де Жанеиру је директни потомак првих бразилских курсева високог образовања. Установу је 7. септембра 1920. (Дан независности Бразила) основао председник Епитасио Песоа путем законске уредбе 14343, а институција је првобитно добила назив „Универзитет у Рио де Жанеиру“. Његова историја је, међутим, много богатија и паралелна са историјом културног, економског и друштвеног развоја земље (многи њени курсеви сежу до самих темеља бразилског система високог образовања).
Универзитет је по његовом оснивању сачињавала „Escola Politécnica“ (Политехничка школа, основана 17. децембра 1792. као Краљевска академија за артиљерију, утврђење и дизајн, за време владавине португалске краљице Марије I), „Faculdade Nacional de Medicina" (Национални медицински факултет, основан 2. априла 1808, од стране Дом Жоао VI под именом Медицинска и хируршка академија) и „Faculdade Nacional de Direito” (Национални правни факултет, који настао након спајања Високе школе правних и друштвених наука и Слободне правне школе - обе признате Законском уредбом 693 од 1. октобра 1891).
Овим почетним јединицама постепено су додаване многе друге, попут „Escola Nacional de Belas Artes” (Национална школа лепих уметности) и „Faculdade Nacional de Filosofia” (Национални филозофски факултет). Захваљујући таквим достигнућима, ова установа је преузела кључну улогу у имплантацији бразилског високог образовања, што је заправо била тежња бразилске интелектуалне елите још од колонијалне ере земље. Због дугогодишње традиције својих пионирских курсева, универзитет је функционисао као „научни млин“ на којем је обликована већина каснијих бразилских високошколских установа.

### Реструктурирање
Године 1937, Жетулио Варгасов министар образовања, Густаво Капанема је најавио реформу образовног система, према којој је установа променила име у „Универзитет Бразила”. Промена је одражавала владин циљ да контролише квалитет националног система високог образовања - углавном постављањем стандарда по којима би морали да се ускладе сви други универзитети. На такву одлуку снажно је утицао француски концепт универзитета - онај у коме су саставне школе изоловане како би се преузела специфична професионализујућа наставна метода под јаком државном контролом, што је у супротности са немачким моделом виђеним, на пример, на Универзитету Сао Паула, основаном 1934. Почетак педесетих година двадесетог века обележила је институционализација истраживања на универзитету, што је последично довело до увођења истраживачких института, наставног особља са пуним радним временом, високо специјализованих наставних програма и успостављања партнерства са националним и међународним агенцијама за финансирање.
Године 1958, поводом 150 година постојања универзитетске медицинске школе, универзитет се суочио са хитним потребама за структурном реформом, што стимулисало дубље учешће и сарадњу међу професорима и студентима са факултетским пословима ради рационалнијег и ефикаснијег коришћење јавних ресурса. Након опсежног низа дебата и јавних консултација, резултујуће планове реформи на бразилском универзитету брзо је апсорбовала научна заједница, постављајући нове стандарде за планирање националних колеџа. То је утицало, између осталог, на бразилску индустрију комуникација и владине сфере одлучивања.
Године 1965, под контролм владе генерала Кастела Бранка, универзитет је остврио јасну финансијску, дидактичку и академску аутономију - услов који се према бразилском законодавству назива „аутархија” - и добио је данашњи назив, који је следио још увек активни стандард за именовање савезних универзитета (тј. Федерални универзитет имена државе или региона).
Након процеса реформе, универзитет је прошао кроз у дубљу и ризичнију фазу реструктурирања која је имала за циљ да се институција прилагоди недавно одобреној законској уредби од 13. марта 1967. године - ситуација која је сматрана сувише смелом за нацију са недавном историјом независне територије и културе, која је наслеђујући особине португалске колонијалне владавине, јако наглашавала традицију и стабилност.

## ОстрвоФундао
Највећи кампус универзитета је смјештен на острву Фундао, у сјеверној зони Рио де Жанеира и заузима скоро цијелу површину острва. Острво је, заправо, настајало 50 година, спајањем постојећих острва. Активности самог кампуса су почеле око 1970. године, пошто је војни режим сматрао студенте као могући извор револта, а са смјештањем на острво, би се могли једноставно могући протести угушити. У то вријеме прилаз острвима је био преко два уска моста. Првобитна идеја пројекта је била да се све институције универзитета нађу на острву, али се због ширења универзитета, од овога одустало. Универзитетске зграде на острву Фундао су пројектовали познати бразилски архитекти, а неки пројекти су били и награђивани.